# Жонсіни
Жонсіни (пол. Rząsiny) — село в Польщі, у гміні Грифув-Шльонський Львувецького повіту Нижньосілезького воєводства.
Населення — 495 осіб (2011).
У 1975-1998 роках село належало до Єленьоґурського воєводства.

## Демографія
Демографічна структура станом на 31 березня 2011 року:
|          | Загалом | Допрацездатний вік | Працездатний вік | Постпрацездатний вік |
| -------- | ------- | ------------------ | ---------------- | -------------------- |
| Чоловіки | 257     | 57                 | 172              | 28                   |
| Жінки    | 238     | 48                 | 127              | 63                   |
| Разом    | 495     | 105                | 299              | 91                   |